# Psinek
Psinek ist eine Grundsiedlungseinheit der Gemeinde Staré Hradiště in Tschechien. Sie liegt vier Kilometer nördlich des Stadtzentrums von Pardubice und gehört zum Okres Pardubice.

## Geographie
Die Häuserzeile Psinek befindet sich in der Pardubická kotlina (Pardubitzer Becken). Westlich des Ortes verläuft die Staatsstraße II/324 zwischen Pardubice und Opatovice nad Labem. Im Nordosten erhebt sich die markante Kunětická hora (307 m n.m.) mit der gleichnamigen Burg. Südöstlich entspringt der Bach Brozanský potok. 
Nachbarorte sind Hradiště na Písku im Norden, Na Sibiři, Němčice und Kladivo im Nordosten, Ráby im Osten, Brozany im Südosten, Nové Hradiště im Süden, Staré Hradiště und Ohrazenice im Südwesten, Doubravice und Pohránov im Westen sowie Srch im Nordwesten.

## Geschichte
Psinek wurde zu Zeiten der Herren von Pernstein als Ansiedlung herrschaftlicher Bediensteter, die die Hunde für die jährliche Parforcejagd verwahrten, gegründet. 
Im Jahre 1835 bestand die im Chrudimer Kreis gelegene Einschicht Ptinek bzw. Psinek aus acht Chaluppen. Die Siedlung war nach Neu-Hradischt konskribiert. Pfarrort war Kunietitz. Bis zur Mitte des 19. Jahrhunderts blieb Ptinek der k.k. Kameralherrschaft Pardubitz untertänig.
Nach der Aufhebung der Patrimonialherrschaften bildete Psinek ab 1849 einen Ortsteil der Gemeinde Hradiště im Gerichtsbezirk Pardubitz. Ab 1868 gehörte das Dorf zum politischen Bezirk Pardubitz. Seit dem Beginn des 20. Jahrhunderts führt die Gemeinde den Namen Staré Hradiště. Seit Beginn des 20. Jahrhunderts wird Psinek nicht mehr als Ortsteil von Staré Hradiště geführt. Zwischen 1943 und 1945 sowie 1948 und 1954 gehörte Psinek im Zuge der Bildung von Velké Pardubice (Groß Pardubitz) zur Stadt Pardubice. Seither ist Psinek wieder ein Teil der Gemeinde Staré Hradiště.

## Ortsgliederung
Die Grundsiedlungseinheit Psinek ist Teil des Ortsteils und Katastralbezirkes Staré Hradiště.